# La Tomatina (Aguascalientes)
La Tomatina es una localidad del estado mexicano de Aguascalientes. Es parte del municipio de Jesús María.

## Demografía
| Gráfica de evolución demográfica |
|                                  |

| Censo | Población |
| ----- | --------- |
| 1940  | 17        |
| 1950  | 45        |
| 1960  | 110       |
| 1970  | 124       |
| 1980  | 249       |
| 1990  | 442       |
| 2000  | 613       |
| 2010  | 930       |
| 2020  | 1 076     |